# 존 헤일브론

존 루이스 헤일브론(John Lewis Heilbron, 1934년 3월 17일~2023년 11월 5일)은 미국의 물리학의 역사와 천문학의 역사에 대한 업적으로 가장 잘 알려진 의 과학 역사가이다. 
그는 버클리 캘리포니아 대학교 역사학과 명예 부총장(부총장 1990-1994) , 옥스퍼드 우스터 칼리지 의 선임 연구원, 예일 대학교 및 캘리포니아 공과 대학의 방문 교수이다.
캘리포니아 샌프란시스코 출신의 Lowell 고등학교에 다녔다.  Lowell Forensic Society 의 회원이었다. 그는 물리학에서 AB (1955) 및 MA (1958) 학위와 버클리 캘리포니아 대학교 역사학 박사 학위를 받았다. (1964)  그는 쿤이 《과학혁명의 구조》를 집필하던 1960년대에 토마스 쿤의 대학원생이었다.